# Unione Sportiva Cagliari 1957-1958
Questa pagina raccoglie i dati riguardanti l'Unione Sportiva Cagliari nelle competizioni ufficiali della stagione 1957-1958.

## Rosa
| N. |                   | Ruolo | Calciatore           |
| -- | ----------------- | ----- | -------------------- |
|    | Italia (bandiera) | P     | Sergio Bertola       |
|    | Italia (bandiera) | P     | Piero Persico        |
|    | Italia (bandiera) | D     | Mauro Simeoli        |
|    | Italia (bandiera) | D     | Franco Baucè         |
|    | Italia (bandiera) | D     | Giovanni Ciccarelli  |
|    | Italia (bandiera) | D     | Elio Letari          |
|    | Italia (bandiera) | D     | Gabriele De Toni     |
|    | Italia (bandiera) | D     | Enzo Marchisio       |
|    | Italia (bandiera) | A     | Ugo Milia            |
|    | Italia (bandiera) | C     | Umberto Serradimigni |
|    | Italia (bandiera) | C     | Antonio Colomban     |

| N. |                   | Ruolo | Calciatore        |
| -- | ----------------- | ----- | ----------------- |
|    | Italia (bandiera) | C     | Franco Loriga     |
|    | Italia (bandiera) | C     | Raoul Bortoletto  |
|    | Italia (bandiera) | C     | Giovanni Sanna    |
|    | Italia (bandiera) | C     | Antonio Congiu    |
|    | Italia (bandiera) | C     | Luigi Bertoli     |
|    | Italia (bandiera) | C     | Emiliano Farina   |
|    | Italia (bandiera) | C     | Paolo Nebuloni    |
|    | Italia (bandiera) | C     | Paolo Bernasconi  |
|    | Italia (bandiera) | A     | Renato Fioravanti |
|    | Italia (bandiera) | A     | Gianni Meanti     |
|    | Italia (bandiera) | A     | Carlo Regalia     |

## Risultati

### Campionato

#### Girone di andata
| 15 settembre 1957 1ª giornata | Cagliari | 1 – 1 | Novara |  |

| 22 settembre 1957 2ª giornata | Cagliari | 2 – 1 | Lecco |  |

| 29 settembre 1957 3ª giornata | Messina | 3 – 0 | Cagliari |  |

| 6 ottobre 1957 4ª giornata | Palermo | 3 – 1 | Cagliari |  |

| 13 ottobre 1957 5ª giornata | Cagliari | 1 – 2 | Bari |  |

| 20 ottobre 1957 6ª giornata | Cagliari | 0 – 0 | Taranto |  |

| 27 ottobre 1957 7ª giornata | Brescia | 5 – 0 | Cagliari |  |

| 8 ottobre 1978 8ª giornata | Zenit Modena | 0 – 0 | Cagliari |  |

| 10 novembre 1957 9ª giornata | Cagliari | 2 – 0 | Parma |  |

| 17 novembre 1957 10ª giornata | Cagliari | 0 – 1 | Venezia |  |

| 24 novembre 1957 11ª giornata | Prato | 1 – 0 | Cagliari |  |

| 8 dicembre 1957 12ª giornata | Cagliari | 2 – 2 | Sambenedettese |  |

| 15 dicembre 1957 13ª giornata | Como | 0 – 1 | Cagliari |  |

| 29 dicembre 1957 14ª giornata | Catania | 2 – 0 | Cagliari |  |

| 5 gennaio 1958 15ª giornata | Cagliari | 2 – 0 | Marzotto Valdagno |  |

| 12 gennaio 1958 16ª giornata | Cagliari | 1 – 3 | Triestina |  |

| 21 dicembre 1986 17ª giornata | Simmenthal-Monza | 1 – 0 | Cagliari |  |

#### Girone di ritorno
| 26 gennaio 1958 18ª giornata | Novara | 1 – 0 | Cagliari |  |

| 2 febbraio 1958 19ª giornata | Lecco | 1 – 0 | Cagliari |  |

| 9 febbraio 1958 20ª giornata | Cagliari | 5 – 0 | Messina |  |

| 16 febbraio 1958 21ª giornata | Cagliari | 1 – 0 | Palermo |  |

| 23 febbraio 1958 22ª giornata | Bari | 1 – 1 | Cagliari |  |

| 2 marzo 1958 23ª giornata | Taranto | 0 – 0 | Cagliari |  |

| 9 marzo 1958 24ª giornata | Cagliari | 4 – 0 | Brescia |  |

| 16 marzo 1958 25ª giornata | Cagliari | 0 – 0 | Zenit Modena |  |

| 30 marzo 1958 26ª giornata | Parma | 1 – 1 | Cagliari |  |

| 6 aprile 1958 27ª giornata | Venezia | 3 – 1 | Cagliari |  |

| 13 aprile 1958 28ª giornata | Cagliari | 1 – 1 | Prato |  |

| 20 aprile 1958 29ª giornata | Sambenedettese | 1 – 0 | Cagliari |  |

| 27 aprile 1958 30ª giornata | Cagliari | 1 – 0 | Como |  |

| 4 maggio 1958 31ª giornata | Cagliari | 2 – 2 | Catania |  |

| 11 maggio 1958 32ª giornata | Marzotto Valdagno | 3 – 0 | Cagliari |  |

| 18 maggio 1958 33ª giornata | Triestina | 3 – 1 | Cagliari |  |

| 25 maggio 1958 34ª giornata | Cagliari | 0 – 2 | Simmenthal-Monza |  |

## Statistiche

### Statistiche di squadra
| Competizione | Punti | In casa | In casa | In casa | In casa | In casa | In casa | In trasferta | In trasferta | In trasferta | In trasferta | In trasferta | In trasferta | Totale | Totale | Totale | Totale | Totale | Totale | DR  |
| Competizione | Punti | G       | V       | N       | P       | Gf      | Gs      | G            | V            | N            | P            | Gf           | Gs           | G      | V      | N      | P      | Gf     | Gs     | DR  |
| ------------ | ----- | ------- | ------- | ------- | ------- | ------- | ------- | ------------ | ------------ | ------------ | ------------ | ------------ | ------------ | ------ | ------ | ------ | ------ | ------ | ------ | --- |
| Serie B      | 26    | 17      | 7       | 6       | 4       | 25      | 15      | 17           | 1            | 4            | 12           | 6            | 29           | 34     | 8      | 10     | 16     | 31     | 44     | -13 |

### Statistiche dei giocatori
| Giocatore       | Serie B  | Serie B |
| Giocatore       | Presenze | Reti    |
| --------------- | -------- | ------- |
| P. Bernasconi   | 6        | 0       |
| S. Bertola      | 4        | -7      |
| L. Bertoli      | 32       | 1       |
| R. Bortoletto   | 13       | 2       |
| G. Ciccarelli   | 22       | 1       |
| A. Colomban     | 26       | 2       |
| A. Congiu       | 17       | 2       |
| G. De Toni      | 21       | 0       |
| E. Farina       | 16       | 0       |
| R. Fioravanti   | 7        | 1       |
| E. Letari       | 20       | 0       |
| F. Loriga       | 26       | 0       |
| E. Marchisio    | 6        | 0       |
| G. Meanti       | 24       | 8       |
| U. Milia        | 12       | 0       |
| P. Nebuloni     | 10       | 2       |
| P. Persico      | 30       | -37     |
| C. Regalia      | 24       | 6       |
| G. Sanna        | 7        | 0       |
| U. Serradimigni | 26       | 5       |
| M. Simeoli      | 25       | 0       |